# 杜易簡
杜易简（?—?），唐朝襄州襄阳县（今湖北省襄阳市）人，迁居河南巩县。北周硖州刺史杜叔毗的曾孙，杜凭石之孙，杜依德之子，杜审言的从祖兄（都是杜叔毗的曾孙）。
杜易简九岁能写文章。长大后，博学有名。姨表兄中书令岑文本非常器重他。登进士第，补渭南县尉。唐高宗咸亨初年，担任殿中侍御史。路上遇到吏部尚书李敬玄，没有回避，李敬玄为恨，召他为考功员外郎来屈辱他。当时吏部侍郎裴行俭和李敬玄关系不好，杜易简与吏部员外郎贾言忠按照裴行俭的意思，上封事陈奏李敬玄罪状。李敬玄说：“襄阳儿轻薄乃尔。”上奏杜易简险躁，唐高宗讨厌他们为朋党，贬杜易简为开州司马，不久去世。杜易简善于著述，撰写《御史台杂注》五卷，文集二十卷。